# Crips
Crips (с англ. «калеки») — самое крупное преступное сообщество в США, состоящее преимущественно из афроамериканцев. По разным данным на 2019 год численность Crips оценивается примерно в 125—130 тысяч человек. Известна противостоянием с другими преступными группировками, входящими в альянс Bloods, численность которого меньше, чем численность Crips. Состоит из множества группировок, большинство из которых находится в Лос-Анджелесе, штат Калифорния.
Отличительный знак участников банды — ношение бандан (и одежды в общем) синего, голубого и серого цветов, иногда — ношение тросточек. Для того чтобы вступить в банду, парню нужно совершить преступление при свидетелях, а девушке вступить в половое сношение со старшими членами банды. В среде банды также возник знаменитый танец c-walk. Развит собственный жаргон и алфавит.
Основана в Лос-Анджелесе в 1969 году 15-летним Рэймондом Вашингтоном и его другом Стэнли «Туки» Уильямсом. Первоначально Рэймонд Вашингтон назвал свою банду Baby Avenues, находясь под впечатлением от движения «Чёрные пантеры». Позднее они стали называть себя Avenues Cribs (англ. crib — лачуга) или Cribs. Хотя изначально Crips были монолитным образованием с конкретной топонимической привязкой (несколько улиц в южном Лос-Анджелесе), с увеличением количества новых Crips-группировок в смежных районах южного Лос-Анджелеса, в 70-х годах произошёл раскол, породивший множество враждующих между собой Crips-банд.
Название Crips сформировалось внутри банды к 1972 году абсолютно непроизвольным образом, а закрепилось оно сначала в среде West Side Crips во главе со Стэнли Уильямсом, а затем вошло в обиход и East Side Crips Рэймонда Вашингтона. Новое название закрепилось за бандой благодаря многочисленным граффити на улицах Южного Централа, нескольким новостным статьям и локально известной песне «Crip Dog».
В 1979 году Вашингтон был застрелен в возрасте 25 лет. В том же году другой создатель банды Стэнли «Туки» Уильямс был арестован за убийство четырёх человек (продавца, супружеской пары и их дочери). Он был приговорён к смертной казни. Находясь в заключении около 25 лет, Уильямс занимался литературной деятельностью, в своих произведениях он убеждал молодёжь из гетто не участвовать в преступных группах. Уильямс девять раз выдвигался на Нобелевскую премию (пять за мир и четыре за его литературные произведения), был награждён премией президента США, в Голливуде был снят фильм о его жизни. Несмотря на немногочисленные протесты общественности, губернатор Калифорнии Арнольд Шварценеггер отказался удовлетворить прошение о его помиловании, и 13 декабря 2005 года Уильямс был казнён посредством введения смертельной инъекции.
В настоящее время банда Crips считается одной из крупнейших в США. Её членам инкриминируются убийства, грабежи, торговля наркотиками и другие преступления. Больше всего Crips в Калифорнии, откуда она начала развиваться. Позже свои «синие» появились и на противоположном берегу США, а также в других регионах страны.
Культура группировки со временем вышла и за пределы Соединенных Штатов, в том числе имеет распространение в странах СНГ, но крайне ограниченно и локально.

## C-Walk
Crip Walk или C-Walk — это танец, который возник в начале 1990-х годов в районах города Комптон, штат Калифорния. Корни этого танца берут начало в Южном Централе, районе города Лос-Анджелес, где в начале 80-х и была заложена его основа.
Изначально, члены банды «Crips» использовали ловкие движения своих ног, для того чтобы визуально изобразить своё имя или какое-нибудь другое слово из арсенала Crips (иногда таким образом они «писали» слово Bloods, название враждующей с ними группировки, и затем перечёркивали его). Также многие банды Crips используют C-Walk для посвящения новых членов банды. Также полагается, что C-Walk используется для предупреждения или подачи сигнала, к примеру, при подготовке к ограблению: человек стоит на улице и наблюдает, в то время как грабители ждут его сигнала — то есть его C-Walk.
Обычно C-Walk исполняют рэперы хип-хопа Западного побережья и джи-фанка. Впервые мейнстрим увидел C-Walk в конце 80-х годов, когда рэпер Ice-T исполнил его на сцене перед камерами. Позже, рэпер WC также стал использовать C-Walk в своих клипах, но в отличие от Ice-T, WC явно давал всем понять, что это не танец. В одной из композиций он произнёс следующее — «гангстеры не танцуют», то есть, WC использовал C-Walk только для того, чтобы показать свою любовь другим членам «Crips» (как известно WC являлся членом банды «111 Neighborhood Crips»). Также C-Walk был подвергнут цензуре в видео Snoop Dogg на композицию «Drop It Like It’s Hot».
Несмотря на то, что C-Walk уже давно нашёл применение в мейнстриме, Snoop Dogg на треке WC «The Streets Remix» сказал, что C-Walk только для членов Crips.
Чтобы не ассоциировать Crip Walk с бандами Crips, многие называют его Krypt, Crypt или Krip, хотя в большинстве случаев этот танец называют C-Walk.
Из-за природы происхождения этого танца, C-Walk запрещено исполнять на территории учебных заведений США. До сих пор идут споры о разрешении этого танца в школах и ВУЗах. Кто-то утверждает, что танцы (в том числе и C-Walk) не дают детям и молодёжи попасть в плохие компании или связаться с наркотиками. Другие утверждают, что этот танец может стать причиной избиения учащихся, не имеющих отношения к бандам Crips, теми, кто связан с этими бандами.

## Прочие факты
- В 7 сезоне 2 серии «Сумасшедшие калеки» сериала South Park сюжет основан на конфликте банд Crips и Bloods.
- В сюжете компьютерных игр Grand Theft Auto: San Andreas и Grand Theft Auto V присутствует война внутриигровых альянсов банд Families и Ballas. Несмотря на другие цвета (зелёный и фиолетовый) алфавиты банд в игре схожи с реально существующими алфавитами Bloods и Crips. Также это замечено тегами банд в этих играх.

- В состав банды входили такие рэперы, как Snoop Dogg, Nate Dogg, Warren G, WC (Dub-C), Kurupt, Daz Dillinger, Eazy-E, MC Ren, MC Eiht, Nipsey Hussle, ScHoolboy Q, Blueface, Basilio Banani и многие другие.

- В мультсериале Футурама было показано противостояние афроамериканских банд, аналогом которым возможно послужили банды Crips и Bloods, в сериале курьеры летят на другую планету чтобы доставить оружие и встречаются с враждующими бандами носящими одежду одних цветов, но одни носят один цвет одежды на левой стороне тела, другой на правой, другая банда наоборот, носит первый цвет на правой стороне, а второй цвет в одежде на левой стороне. Так как в реальной жизни Crips носят козырёк кепки на левой стороне, а Bloods на правой.